# おかやまフォレストパーク ドイツの森
おかやまフォレストパーク ドイツの森、またはドイツの森（ドイツのもり）は、岡山県赤磐市仁堀にある農業公園。

## 概要

### 施設運営
- 株式会社ファーム

### 沿革
- - 1995年（平成7年）3月1日：「岡山農業公園 ドイツの森クローネンベルグ」として開園
  - 2007年（平成19年）3月17日：リニューアルオープン。「岡山農業公園 ドイツの森」に改名。
  - 2020年（令和2年）3月1日：リニューアルオープンにより「おかやまフォレストパーク ドイツの森」に改名。

### おもな施設

#### 街のエリア
- 売店
- レストラン
- バーベキュー

#### 牧のエリア
- ふれあい動物園
- ジャージー牛の乳搾り体験
- ドッグラン

#### 遊びのエリア
- 芝滑り
- パターゴルフ
- アーチェリー
- バズーカ砲
- スワンボート
- 自転車ランド
- ゴーカート
- チューチュートレイン

#### 村のエリア
- 地ビール工房
- 石窯パン・ピザ工房

### 画像集

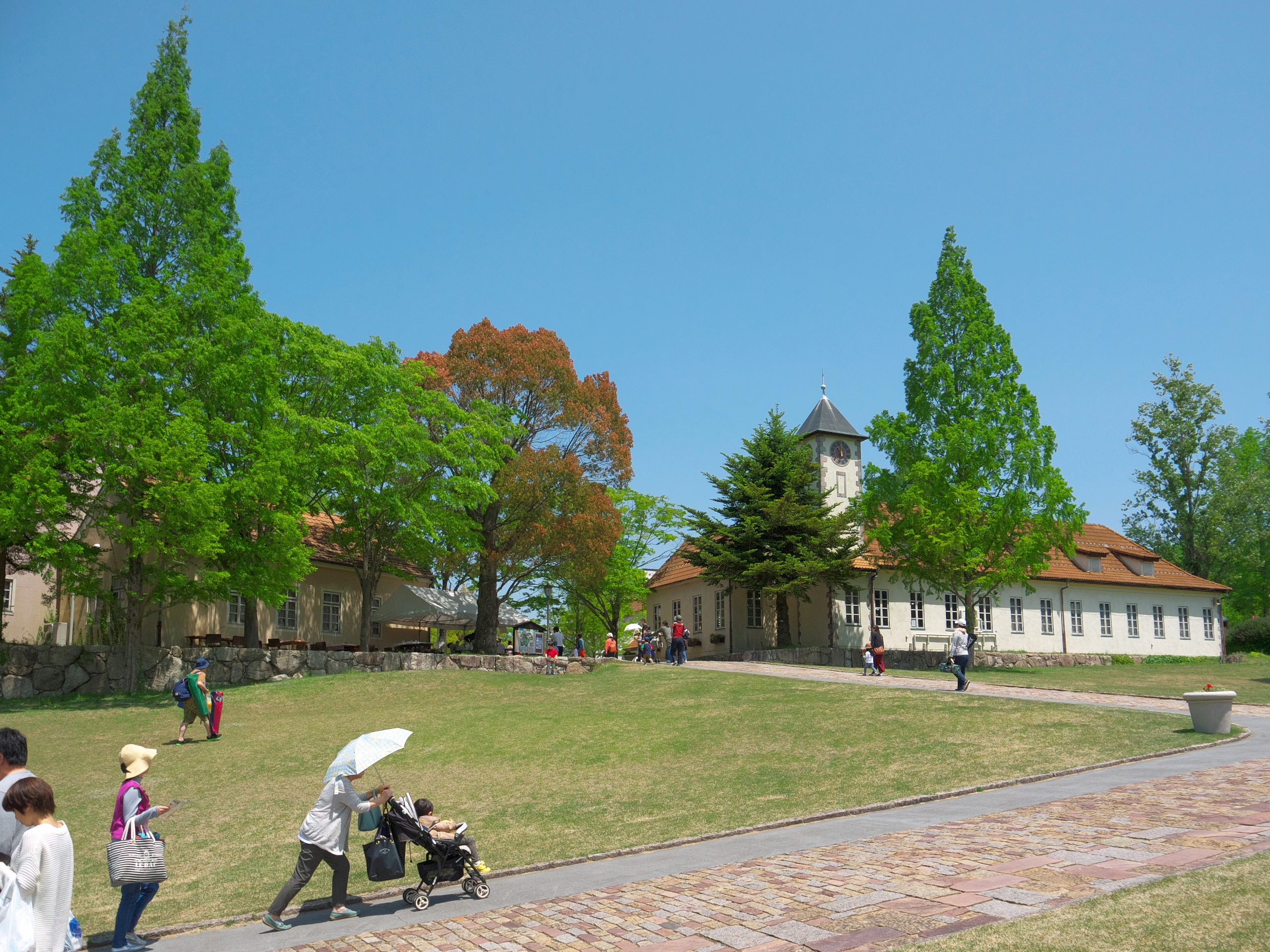
入口付近
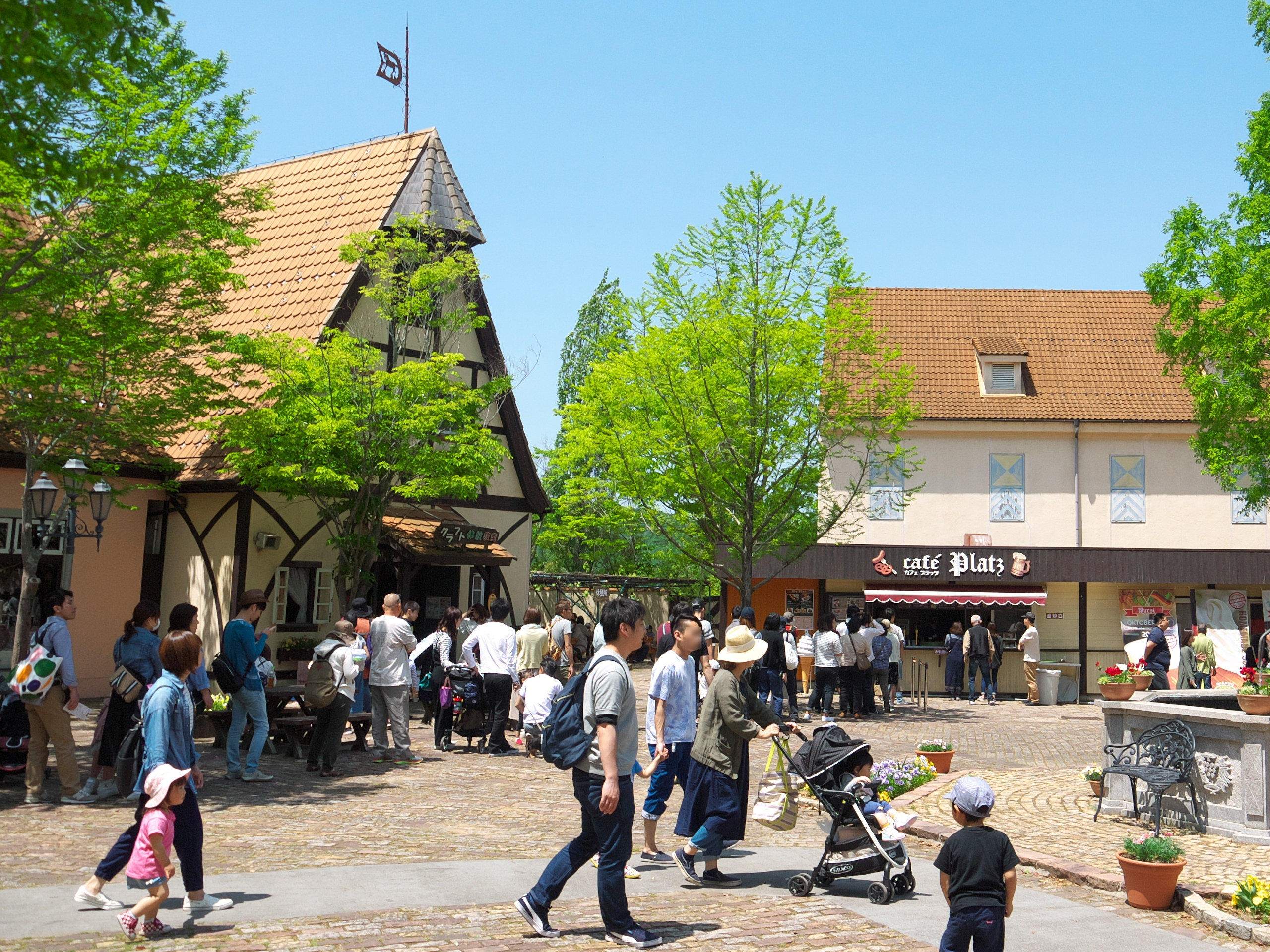
街並広場
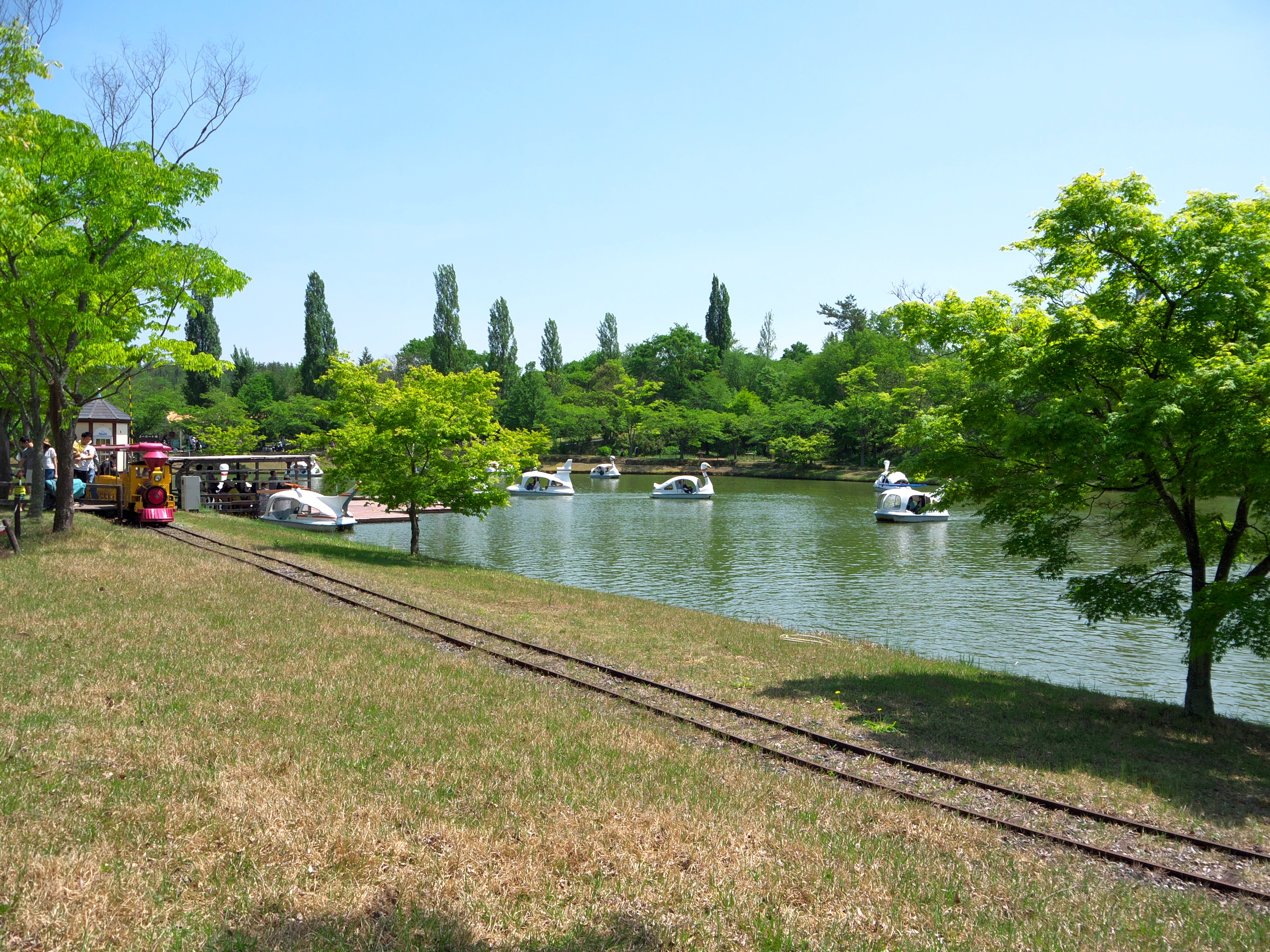
SL機関車 ボート池
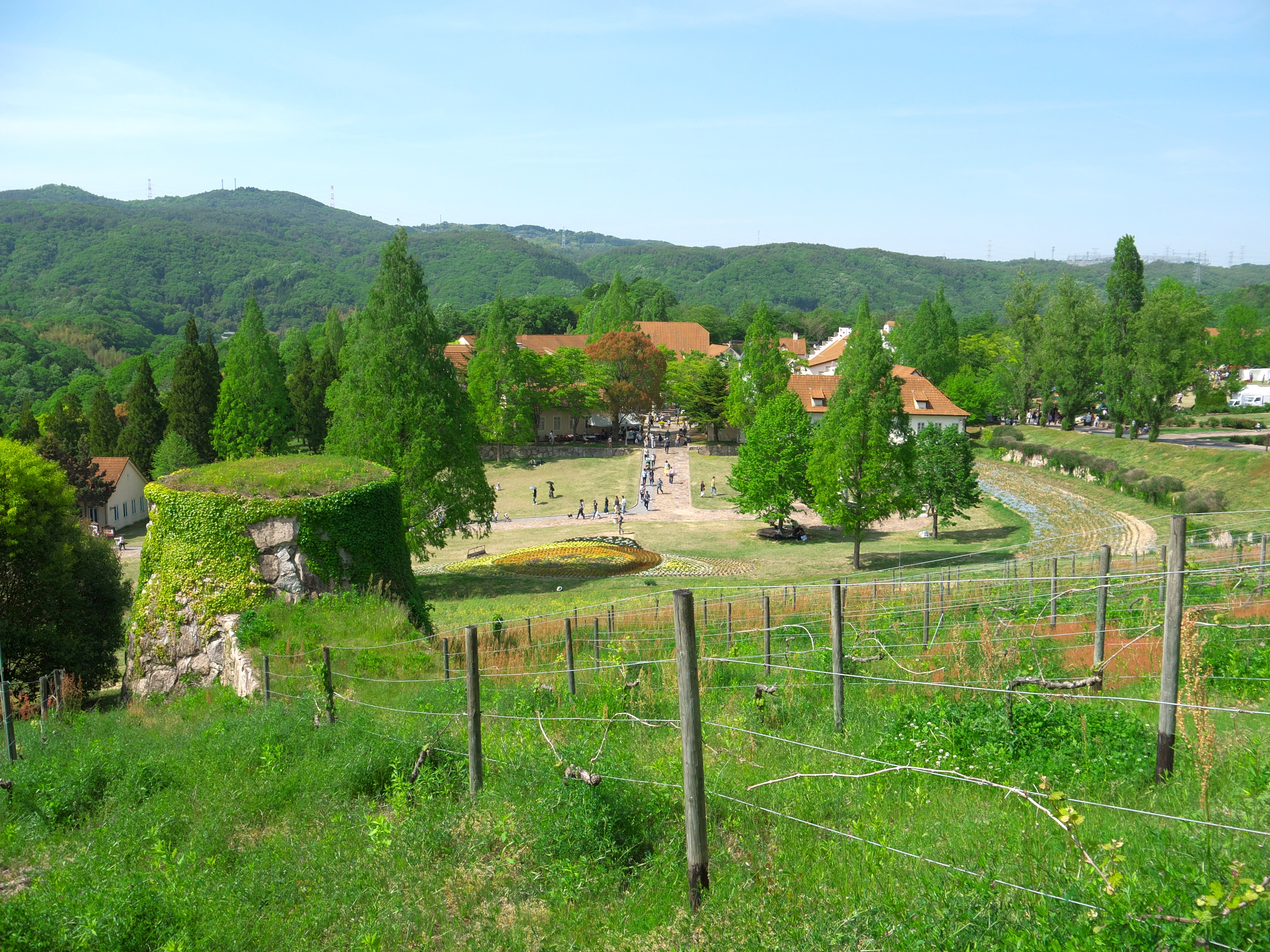
ぶどう畑
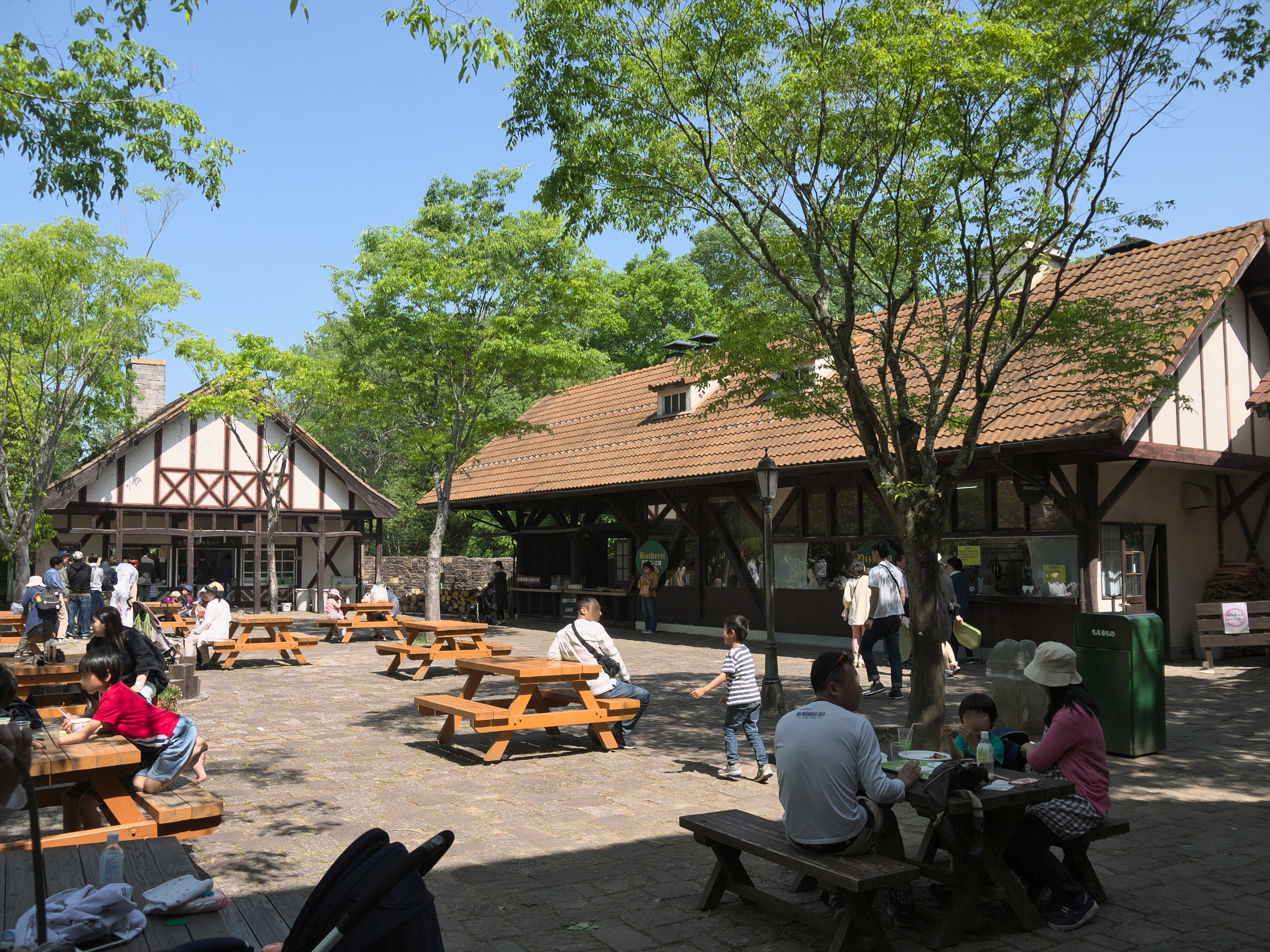
石窯パン・ピザ工房

## 所在地
- 岡山県赤磐市仁堀中2006

- 赤磐市仁堀 - 地理院地図
- 赤磐市仁堀 - Google マップ

## 交通アクセス

### 公共交通機関
- JR西日本山陽新幹線・山陽本線岡山駅から宇野バス「湯郷温泉・林野駅」行き、または「仁堀」行きに乗車。所要時間：1時間。「仁堀下」バス停下車。徒歩で約10分。